# Melese surdus
Melese surdus är en fjärilsart som beskrevs av Rothschild 1909. Melese surdus ingår i släktet Melese och familjen björnspinnare. Inga underarter finns listade i Catalogue of Life.